# Ischiopodit

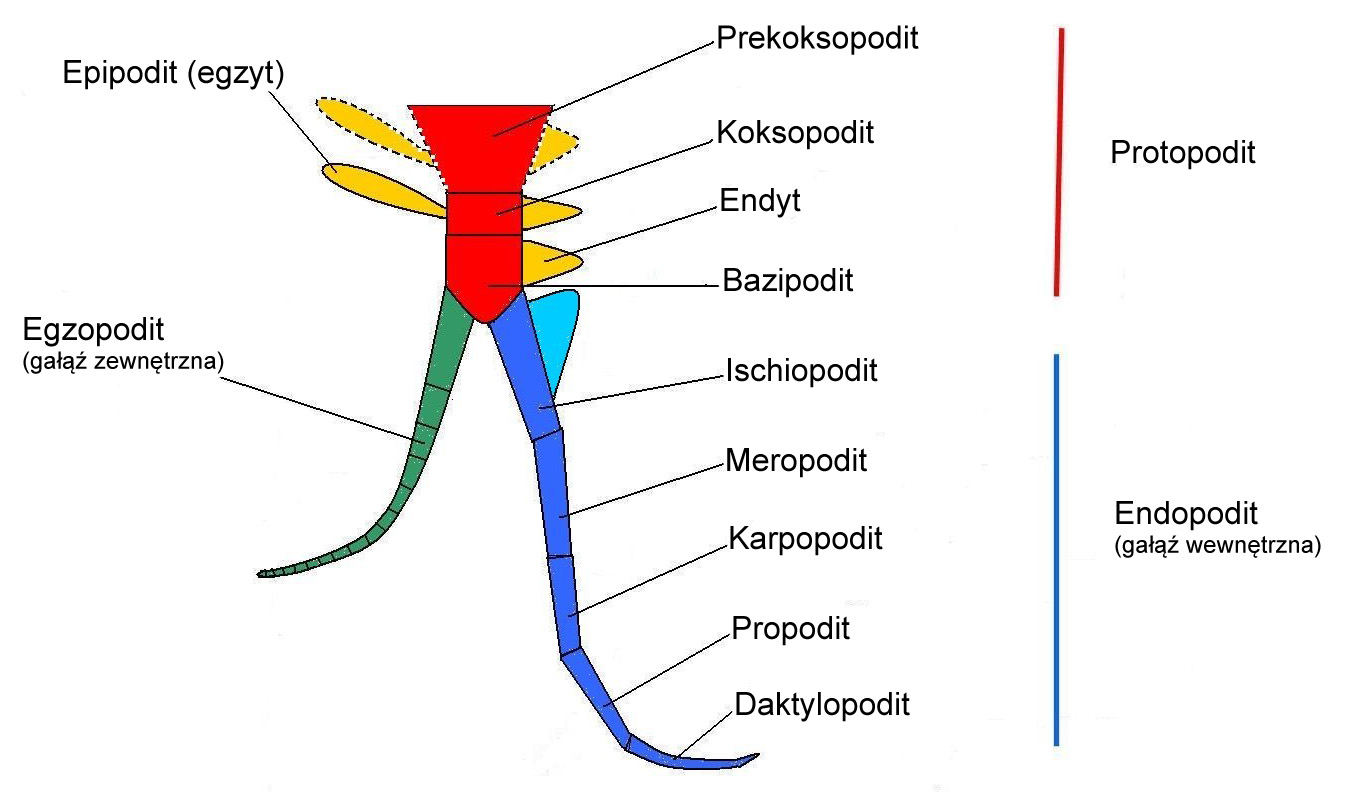
Odnóże dwugałęziste skorupiaka

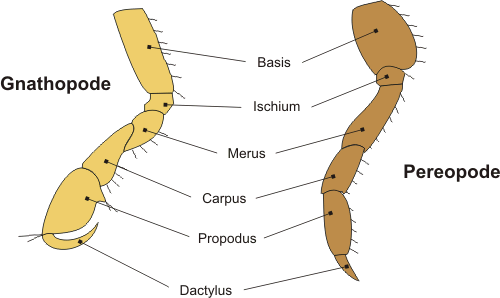
Porównanie gnatopodium i odnóża tułowiowego obunoga. Ischiopodit podpisany jako ischium

Ischiopodit (łac. ischium) – człon (podomer) endopoditu odnóża skorupiaków. Wyrasta z bazipoditu, a odsiebnie od niego znajduje się meropodit.
Człon ten cechuje się znaczną zmiennością. Jego odpowiednikiem u innych stawonogów jest drugi krętarz zwany też przedudziem, jednak u większości z nich zlewa się on albo z bazipoditem tworząc pojedynczy krętarz albo z meropoditem, stając się nierozróżnialnym od uda.